# 정일권

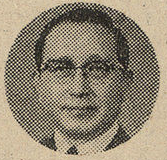
1975년 무렵의 정일권

정일권(한국 한자: 丁一權, 1917년 11월 21일~1994년 1월 17일)은 대한민국의 군인 출신 정치인이다. 주튀르키예 대사, 주미대사를 지냈으며 외무부 장관, 국무총리를 지냈다. 러시아 연해주 니콜리스크에서 태어났다. 
1940년대에 만주군 육군 장교로 활동했으며 대한민국 정부 수립 이후 대한민국 국군에 편입되어 장교로 복무를 하다가, 1957년 대한민국 육군 대장으로 예편했다. 제3·5대 주미 대사, 제11·13대 외무부 장관, 제9대 국무총리, 국정자문회의 원로자문위원 등을 지냈다. 본관은 영광(靈光)이고, 1921년 개명(改名)하기 이전까지의 아명(兒名, 어렸을 때의 이름.)은 정일진(한국 한자: 丁一鎭)이며, 호(號)는 청사(淸史)이고, 창씨명(일본식 이름)은 나카지마 카즈노리(中島一權)이었는데, 1930년대 중반 당시의 소비에트(소련)의 연해주 영토에서는 이켄 테이(이껜 쩨이, 러시아어: ИккЭн ТЭи 이켄 테이[*])라 불리기도 하였다.
그의 아버지는 러시아 제국 육군에서 중위로 전역한 정기영 선생이고, 이처럼 그는 러시아 연해주 지역의 니콜리스크로 이주한 대한제국 함경북도 경원군 출신의 이주민의 자녀로 출생하였으며 지난날 한때 함경북도 경원을 거쳐 함북 청진에서 잠시 유아기를 보낸 적이 있는 그는 6세 때 함북 경원으로 다시 되돌아와 1924년 함경북도 경원에서 소학교를 다녔으나 불우한 유년기라는 소학교 시절을 보냈고, 1930년 만주 영신중학교에 입학했다가 통합되어 광명중학교로써 졸업하였다. 광명중학교 재학 당시 성적이 우수, 학교 선배이자 영어 교사인 장내원의 권유와 교련 교관의 추천을 받아 봉천군관학교로 진학한다. 결국 그는 1937년 9월에 봉천군관학교 제5기로 졸업하고, 성적우수자라는 명목으로써, 일본육군사관학교 유학생으로 편입학했으며, 1940년 일본육군사관학교 55기를 졸업하고 만주군 장교로 임관하였다.
광복 후 귀국, 대한민국 육군에 참여하였고, 1949년 육군 준장으로 지리산 공비 토벌에 참여하였다. 군 복무시 제5·8대 육군참모총장 등을 지내었고 한국 전쟁 당시 대한민국군 주요 지휘관으로 참전하였으며, 특히 인천상륙작전 등을 성공으로 이끈 숨은 주역이다. 1950년 제5대 육군참모총장 재직 중 국군 총사령관을 겸임하여 육해공군을 지휘하였으나 국민방위군 사건, 거창민간인 학살사건 등으로 인하여 국군 총사령관 사퇴를 했다. 1951년 육군 중장으로 승진했으며, 1954년 대장으로 진급했으나 휴전 후의 대한민국 국군 내부에서는 만주군 인맥의 일원으로서 군내 파벌 갈등에 가담하였다. 1957년 예편 후 이승만에 의해 주터키대사로 임명된 뒤 외교관으로 활동했다. 이후 주프랑스대사, 미국 주재 대사로 임명된 뒤, 미국에서 4·19 등을 접하였으며, 윤보선 과도 정부 장면 내각(제2공화국)에서 주미대사, 유엔총회 한국대표를 거쳐 5·16 발생 후 박정희를 지지하였다.
1964년 총리가 된 뒤 한일 협정 등의 체결을 성사시키는데 노력하였으며, 1966년부터 이듬해 1967년에는 다시 외무부 장관이 되어 총리로 외무장관을 겸직하며 한일협정 직후의 문제를 수습하였다. 총리 재직 중 자신의 아이를 낳은 정인숙 살해 사건으로 사회적인 물의를 빚자 총리직을 사퇴했다. 1970년 공화당 총재 상임 고문을 지냈으며 1971년부터 제8·9,·10대 국회의원(3선)에 당선되었으며, 1973년부터 국회의장 등을 지냈고, 1980년 정계에서 은퇴했다. 그 뒤 국정자문위원 등을 거쳐 1989년 한국자유총연맹 총재에 취임하였다. 한일 회담 강행과 정인숙 사건 등으로 비판 여론에 직면하기도 했으나 박정희의 신임으로 정계에 머물러 있을 수 있었다.

## 생애

### 생애 초기

#### 출생과 가정 배경
청사 정일권은 1917년 11월 21일, 러시아 연해주 니콜리스크(現 우수리스크)에서 이주민인 영광 정씨 정기영(丁基永)과 부인 김순복(金順福)의 셋째 아들로 태어났다. 본적은 함경북도 경원군 경원읍이다. 할아버지 정좌진(丁座鎭)의 대에 만주 간도로 이주해갔다. 그가 태어난 이듬해 첫째 형이 병으로 죽고, 1919년 둘째 형이 요절했다. 두 형이 일찍 요절하여 사실상의 4대 독자가 되었다.

#### 학창 시절
1922년 러시아 볼셰비키 폭동 등의 여파가 극동 지역에까지 밀려와 극동혁명위원회가 창설되면서 제정 러시아의 극동군 통역장교인 부친(정기영)이 러시아 육군 중위로 강제 전역(면직)되고 감시받게 되자 모친(김순복)과 함께 함경북도 경원군으로 돌아왔다. 부친도 간신히 처형을 모면하고 경원으로 돌아왔다. 1924년 봄 경원보통학교에 입학했다. 그러나 1926년, 3학년 재학 중 아버지 정기영이 실종되었다. 1928년에는 아버지 정기영이 순전히도 불령선인이라는 이유로 할아버지 정좌진이 개간한 농경지를 몰수당하고 두만강변으로 건너가 황무지를 개간하게 되었다. 이후 경원보통학교 6년 과정을 어렵게 마치고 1930년 봄 만주 북간도 용정의 영신중학교(1921년 5월 개교)에 입학했다. 이때부터 정일권은 혼자서 학비를 벌었다. 신문팔이와 우유배달 그리고 일본사람들 집에 물지게를 져 나르며 학비를 벌어 써야만 했다.
1934년 5학년 재학 중 일본 관헌의 정책에 따라 영신중학이 학교법인 광명학원에 흡수되었고, 이듬해 광명중학교를 졸업했다. 이때 만난 중학교 동창 문익환은 이후 제3공화국, 제4공화국 당시 그의 반대편에서 싸우는 처지에 놓이게 된다. 항일 시인 윤동주 역시 그의 광명중학교 동창이 되었다.

### 군인 활동

#### 사관학교 생활
1935년 5월 광명중학교의 영어교사 장내원의 권유와 교련 교관의 추천을 받아 만주국 초급장교 양성기관인 중앙육군훈런처(봉천군관학교)에 합격했다. 같은 해 6월 1일자로 치치하얼 제3교도대에서 기초 군사훈련을 받은 후 중앙육군훈련처에서 정식 과정을 이수했다.
만주군관학교를 다니면서도 그는 종종 자신이 다니던 중학교에 찾아와 후배들에게 군인이 될 것을 적극 추천하기도 했다.
1937년 9월 5기로 졸업한 뒤 성적 우수자로서 동기생 김석범에 이어, 일본육군사관학교 유학생으로 추천됐다. 병과를 보병에서 기병으로 바꾸었기 때문에 1년간 만주군 기병훈련소 갑종후보 과정을 거쳤다. 그 뒤 홋카이도에 있는 일본 육군사관학교 기병과 본과에 들어갔다.

#### 만주군 장교 활동
1940년 일본육군사관학교 55기를 졸업하고 다시 만주로 돌아와 만주군 소위로 임관해 만주군 지린부대 교관에 보임되었다. 만주군 헌병 장교로 계인주, 최남근 등과 함께 일본이 시베리아 철도를 폭파하려고 만든 특수부대 돌격대에서 3개월간 폭파훈련을 받은 뒤 독립헌병대에 배치되어 랴오허 방면으로 출동했다. 1941년 신징(신경)에 있는 만주군 총사령부 고급부관실에서 근무하면서 3월에 헌병중위로 진급했다. 1942년 모교인 광명중학교를 방문해 후배들에게 만주국 군관으로 입대할 것을 권유했다.
만주국 봉천군관학교를 수석으로 졸업하고 소위로 있던 정일권은 계속 자신이 다니던 중학교를 방문, "앞으로 군에 입대하는 것이 장래를 보장받을 수 있는 가장 유망하고 현명한 길이다."라며 광명중학교에 가서 졸업 예정자들을 모아 놓고 졸업 후의 진학 지도를 하고 있었다. 1938년에 신경에 4년제 군관학교가 생김으로서 사관학교에 진학하는 졸업생들이 늘어났다고 한다. 만주국 헌병 상위(대위)로 진급한 후 간도헌병대 대장으로 근무했다. 1944년 만주국 고급장교 양성기관인 고등군사학교(1943년 신징에 설립)에 제2기생 합격자 25명 가운데 유일한 조선인으로 입교했다. 졸업을 앞두고 일제의 패망을 맞이했다.

#### 일본군 근무
태평양 전쟁 후반 일본군에 복무했다. 사학자 류연산에 의하면 '그는 간도헌병대 대대장으로 일본군 중령이었고, 해방 전 만주국 군대에서 계급이 제일 높은 조선인이었다. 그는 일제로부터 훈장을 여러번 수여받는 '영광'을 지니고 있다.'고 주장하였다.

#### 광복 전후
종전시 만주군 헌병 대위였던 정일권은 시대의 흐름에 따라 재빨리 변신하였다. 교민을 보호한다는 명목 아해 "만주교민보안대"를 만들어 사령관으로 활약했던 것이다. 보안대에는 이한림, 최장언(崔昌彦), 최주종, 김석범(金錫範) 등 만주군 출신의 정일권 추종자들이 참여했으며, 며칠 후에는 만주군의 고참 중교(중령)인 원용덕(元容德)이 가세했다. 보안대 창설 직후 이들은 차라리 모양상 광복군으로 조직을 바꾸는 것이 좋겠다는 데 의견을 모으고 즉각 "동북지구 광복군 사령부"로 간판을 바꿔 달기도 했다.
일제 패망 후 1945년 8월 18일 소련군이 신징에 입성하자, 조선인교민회와 베이징에서 파견된 독립연합민단장 신숙, 그리고 군관학교 출신인 이한림, 최주종, 김동하, 윤태일 등과 논의해 과거 만주군과 관동군 출신 조선인 군인 400여명을 모아 '신경보안사령부'를 만들어 사령관을 맡았다.

#### 소련군 포로생활과 월남
1945년 9월 정일권은 최창언과 최주종을 대동하고 정세를 살피러 서울로 들어와 건국준비위원회(이하 건준)의 박승환(朴承煥)등과 접촉했지만, 건준과는 어울리지 못하고 곧 만주로 되돌아가기도 했다. 같은 해 10월 중순 중화민국의 장제스 총통의 장남이자 국부군 중장이며 청년원정권 편련총감부 주임 겸 동북외교대표인 장징궈를 만나 무기와 예산을 지원받았다. 같은달 사령관 직위를 김석범에게 넘겨주었으나 소련군 정보기관인 KGB본부로 연행당했다. KGB본부에서 신경보안사령부를 즉시 해산시키고 무기를 반납하며, 만주군 장교 출신인 만큼 모스크바로 가서 6개월간 군사교육(재교육)을 받고 북조선으로 가 군대 창설에 종사할 것을 요구받았다.
KGB본부의 조사관으로부터 소련 유학을 권유받고 유학의 결심을 굳힌 정일권은 유학 직전 자격시험에서 불합격함으로써 시베리아행 숙청길에 오르게 되었다. 당시 불합격의 사유는 "소련군 보초를 죽이고 차라리 도망하자"는 중학 동창 최 아무개의 제의를 덜컥 수락함으로써 반동분자로 몰리게 된 때문이었다. 이는 KGB의 비밀공작원이 된 그의 동창이 속마음을 떠보기 위해 일부러 한 말이었고, 그는 소련 정보부대의 함정에 빠졌던 것이다.
그러나 감옥에서 정일권은 소련 인민군을 비방한 사실이 발각되어 '악질분자'로 규정되어 시베리아 유형이 결정되었다. 같은 해 12월 중순 국부군 출신 및 만주국 관료 출신 등과 함께 신징역에서 기차를 타고 소련과 만주 국경을 향해 이동하던 도중, 은신해 있다가 극적으로 탈출에 성공했다. 바로 하얼빈으로 가 만주군 시절부터 알고 있던 같은 고향(함경북도 경원) 출신 아편장수 김만옥을 우연히 만나, 그의 도움으로 기차를 타고 평안남도 평양으로 들어왔다. 평양에서 조선민주당 당수 조만식의 비서실에서 봉천군관학교 후배인 백선엽을 만나고, 며칠간 머문 뒤 다시 경기도 개성을 거쳐 서울로 들어왔다.

### 광복 이후

#### 해방 정국
서울로 온 뒤, 1945년 12월 15일 미군정청에서 창설한 군사영어학교에 입교했다. 1946년 1월 15일 군사영어학교 1기생 중 1차로 졸업하고 정위(대위)로 임관하여(군번 제5번) 국방경비대 제1연대 중대장을 거쳐 제4연대장 겸 경비대 총참모장을 역임하였다. 1946년 5월 1일 설치된 조선국방경비대가 정식 편성되면서 그는 정식으로 대위가 되었다. 1946년 12월 소령으로 진급, 남조선국방경비대 제4연대의 임시 연대장이 되었다. 1947년 중령으로 승진하고, 조선경비대 총참모장을 거쳐 조선경비사관학교장을 역임했다.

#### 대한민국 군인활동

##### 육군 장교 임관

지리산지구 전투사령부 개설 직후(1949년 3월 1일)

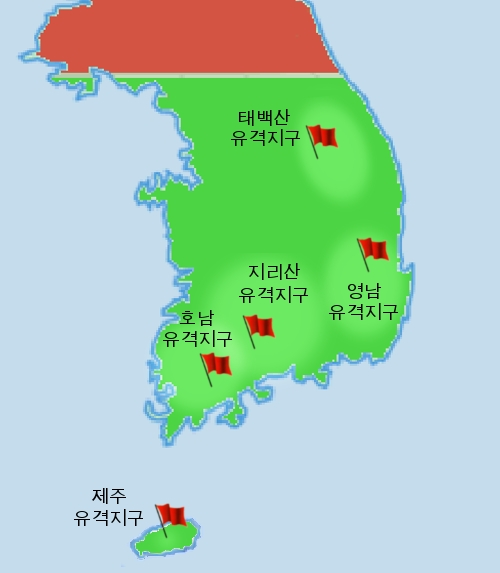
한국 전쟁 전 빨치산의 출몰지역

1948년 1월 만주 신경군관학교 4기생 출신이자 신경보안사령부에 함께 있었던 예관수와 함께 '공산군의 유격전법과 경비와 토벌'이라는 책을 발간했다. 그해 대한민국 국군으로 정식 발족되면서 국군 육군 중령이 되었고, 바로 대령으로 승진했다. 이어 육군본부 작전참모부 부장(副長, 1948년 6월 보임) 등을 거쳐 육군참모학교 부교장을 역임했다.
그 뒤 1949년 2월 육군 준장으로 승진, 1949년 3월 1일 지리산 지구 전투 사령부가 설치되고 사령관에 임명되었다. 이후 지리산지구 전투사령관에 임명되어 지리산과 기호지역의 야산에 은신하던 남로당 빨치산 토벌작전에 참가했다.
1949년 12월 육군참모차장 겸 행정참모부 부장이 되었다. 1950년초 미국 육군참모대학에 유학하였으나 6.25 전쟁 발발로 귀환하게 된다.

##### 한국 전쟁 이후

해군본부에서 3군합동작전협의를 마치고 나란히 선 장경근 국방부 차관, 신성모 국방부 장관, 정일권 소장 (왼쪽부터). 정일권은 육해공군 총사령관 겸 육군참모총장 발령을 받은 얼마후였다.(1950년)

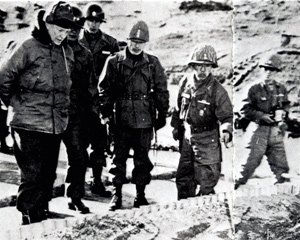
한국 전쟁 중(1951년), 정일권(왼쪽에서 세 번째), 백선엽(오른쪽에서 세 번째 맨뒷줄), 아이젠하워 장군(맨 오른쪽)

귀환명령을 받고 비행기를 기다리던 중 한국전쟁 개전 소식을 듣고 급히 돌아왔다. 1950년 6월 30일에는 해임 당한 채병덕 육군참모총장을 대신하여 제5대 육군참모총장에 취임하였으며 동시에 대통령 이승만의 특별 지시로 7월부터 3군총사령관(三軍總司令官)을 겸임하여 대한민국 육해공군에 대한 지휘권을 행사, 총지휘하였다. 육군참모총장 재직 시절 국민방위군 사건, 거창민간인 학살사건 등이 문제가 되자 1951년 6월 참모총장직과 국군 총사령관직을 사임했다.

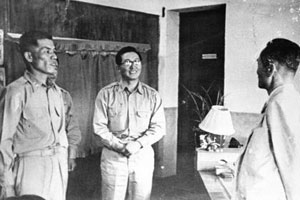
1951년 참모총장 이취임식 때(좌측은 이종찬, 가운데는 정일권, 우측은 국방부장관 이기붕

그 뒤 1951년 육군 중장으로 진급과 동시에 미국으로 연수, 미국 육군 참모대학을 수료한 뒤 귀국하였다.

##### 김창룡과의 갈등

김창룡

1954년 2월, 이형근과 함께 육군대장으로 진급하였다. 이후 이승만 정권 당시 백선엽, 이형근 등과 소위 '3대장 파벌정립구도'를 형성하기도 했다. 또한 그는 국군 내의 만주군벌, 일본군벌, 광복군 출신 등이 경쟁할 때 만주군 인맥의 리더의 한사람이기도 했다. 1954년에는 백선엽 참모총장을 대신하여 다시 제8대 육군참모총장에 취임했다. 이어 1956년 합동참모본부 총장(合同參謀本部總長)에 발령되었다. 그러나 군내 파벌문제로 결국 1957년 예비역 육군 대장으로 예편하게 된다. 예편과 동시에 주 터키대사로 임명되었다.
1954년 5월 정일권 참모총장은 그와 친밀한 사이에 있던 공국진을 육군 헌병사령관으로 임명하여 군내 부패의 척결과 수사기관 사이의 갈등 해결 등을 주요 과제로 지시한 바 있다.
공국진은 이 과제들을 수행하는 과정에서 직무한계를 자의로 무시하는 김창룡 특무대장과 잦은 갈등을 빚게 되었고, 김창룡은 이 과정에서 공국진이 탄피를 일본에 밀수출하려 하였다는 혐의를 씌워 해임을 기도했다. 소위 경무대 유시를 근거로 하는 김창룡의 공세 앞에 정일권 참모총장도 역부족으로 그가 임명한 헌병사령관의 해임을 명할 수 밖에 없게 되었다.

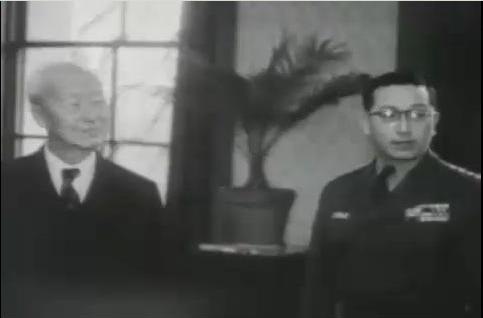
이승만 대통령과 나란히 선 정일권(1955년)

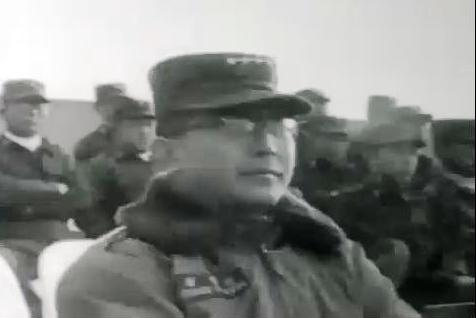
정일권(1955년)

이후 공국진이 강문봉이 군단장으로 있는 2군의 참모장으로 발령되는 것도 김창룡의 방해로 무산되었고, 이 과정에서 김창룡은 참모총장 정일권의 명령을 정면으로 무시하고 공국진의 보좌관을 체포, 연행하기도 하였다. 이와 같은 김창룡의 월권행위에 분노한 정일권과 강문봉은 1955년 10월 진해에 머물고 있던 이승만에게 직접 찾아가 김창룡의 전근 내지는 유학을 건의하기도 했다.
그러나 이승만은 이들의 건의를 수용하지 않음으로써 김창룡에 대한 신뢰를 재확인하였다. 김창룡은 정일권과 강문봉의 비리에 대한 집중 수사로 이에 대응하였고, 이는 정일권과 강문봉의 김창룡 암살음모와 교사 라는 극단적인 대응으로 이어졌다. 이 과정에서 주목할 것은 이승만은 김창룡에게 정일권의 비리를 수사하게 했고, 정일권에게는 역으로 김창룡의 비리를 수사하라는 밀지를 내렸다는 것이다.

#### 전역
1956년 6월 합동참모본부 의장에 선출되었다. 그해 프랑스공화국 명예훈장과 미합중국 총사령관 공로훈장을 수여받았다. 56년 말 이승만 대통령의 특사로서 남베트남을 방문하고 귀국, 1957년 5월 예편되었다.

#### 외교관 활동

##### 터키, 프랑스 대사 시절
예편 후 주터키 대사(1957년 1월)를 지냈다. 1959년 4월 17일, 대한민국 정부는 공석 중이던 주프랑스 초대 대사에 당시 주 터키 대사 정일권을 임명하였다. 주프랑스 대사(1959년 6월 16일 ~ ), 주미국 대사등 지냈다. 1960년 1월, 정일권은 부무관(附武官) 윤응렬 대령 등과 함께 에티오피아를 방문하여 외상서리와 회담하였다.

##### 4.19 혁명 전후
1960년 4.19 혁명 직후, 6월 22일로 예정된 아이젠하워 미국 대통령의 한국 방문을 계기로, 과도정부는 공석 중이던 주미 대사에 정일권 주프랑스 대사를 임명하기로 결정한 것이 5월 30일 밝혀졌다. 한국의 허정 과도 정부는 5월 30일 이전에 미국 정부에 아그레망을 발송하였다. 과도정부는 당초, 공석중이던 주미 대사에 대한 임명을 신정부가 수립될 때까지 하지 않으려고 하였으나 외국의 국가원수가 방문할 때는 그 나라에 주재하는 대 공사가 수행하든지 그렇지 않으면 공식 방문에 앞서 본국으로 귀국하여 환영준비와 그 절차에 관하여 보고하게끔 되어 있는 것이 관례인 점, 그런데 당시 주미대사관에는 한표욱이 대리대사로서 공관장직을 대행하고 있는 형편으로 대사없이 대리대사가 국가원수를 맞는 것은 우방국가인 미국정부에 대한 예우가 되지 못하리라는 점으로, 부득이 과도정부는 신정부가 수립되기 전에라도 미국대사에 한하여 임명을 하게 된 것이었다.
정일권은 6월 5일 당지에 도착하였는데 6월 7일에는 허터 미국 국무장관을 방문하고 신임장 사본을 전달하였다. 1960년 6월 8일 상오10시30분(한국시각 9일 자정) 백악관에서 아이젠하워 대통령에 대해서 신임장을 제정하였다. 또한 남미 각국 대사를 겸임하다가 장면 정권 출범 후 사임했다.
이후 야당 인사로 있다가 1961년 미국으로 유학, 하버드 대학 국제문제연구소에서 연수하였다. 하버드대학 유학 중이던 1961년 5.16 군사쿠테타가 일어나자 박정희의 지시를 받아 미국 조야를 다니며 군사정부의 지지를 이끌어 냈다. 1961년 12월, 주미 겸 주브라질 한국대사 정일권은 부인과 1명의 보좌관을 동반하여 브라질과 멕시코를 여행하였다. 멕시코에서는 4일간을 체류하였고 12월 20일, 한국-멕시코 양국간의 경제적 및 문화적 관계를 증진하는 문제에 관하여 마누엘 텔로 외상(外相)과 회담을 가졌다. 12월 21일, 워싱턴으로 귀임하였다.
미국대사로 있으면서 브라질·콜롬비아·칠레·아르헨티나·파라과이·에쿠아도르 등의 겸임대사를 겸하기도 했다. 한편 그가 주미대사로 재직할 당시 대사관에는 박보희(朴普熙)가 중령으로서 무관 일을 맡고 있었다. 박 중령은 김종필이 그 당시 매콘 미 CIA국장, 맥나마라(McNamar) 국방장관 등을 만날 때 통역을 맡는 등 잔무를 거들어 주었는데, 이때를 전후하여 박보희와 통일교의 관계, 김종필과 정일권의 통일교 관련 여부가 먼 훗날 미국 매스컴의 시비의 대상이 되는 첫 계기를 만들기도 했다.
각국 대사와 유엔총회 한국대표등을 지낸 뒤 박정희 정권 지지를 선언하고 1963년 12월 12일 제3공화국이 출범할 때 외무부 장관에 임명됐다.

#### 정치 활동

##### 국무총리 재직
1963년 박정희로부터 소환, 도와달라는 부탁을 받고 바로 그해 12월 외무부장관이 되어 입각하였다. 이때 공화당의 신진 당료들과 최두선 총리간의 갈등을 중재하려 노력했으나 실패했다.
1964년 박정희 정권에서 강행한 한일협정 회담에 대한 국민들의 반대가 이어지고 1964년 5월 9일 최두선 국무총리가 사임하자 5월 10일부터 국무총리에 임명되어 1970년 12월 20일까지 6년 7개월 동안 재임했다. 취임 초 연설에서 국무총리로 취임한 정일권은 한일회담의 조기 타결, 식량 증산및 확보, 물가 안정, 공개 및 신속한 행정 등을 공약으로 내걸고 빠르면 6개월 늦어도 1년 안에는 국민이 원하는 모든 일을 과감하게 실천하겠다고 공약하였다. 그 뒤 아무도 외무부장관직을 선뜻 맡으려 하지 않아 그가 2개월간 외무부장관직을 겸직하였다. 1964년 8월 13일 아리앙스 프랭세즈 프랑스연합회 한국위원회 명예회원에 위촉되었다. 그해 6월 전 부통령 장면의 국민장에 참석하여 추도사를 낭독하였다.
그 뒤 1966년 12월부터 1967년 6월까지 다시 외무부장관이 되어, 총리직과 외무부 장관을 겸임했다. 1965년 2월 이른바 '불도저내각','돌격내각'이라 불리면서 일본을 방문해 사토 에이사쿠 수상과 회담을 마무리하고 6월 한일협정을 조인하는데 앞장섰다. 한일협정반대와 삼성의 사카린 밀수 사건으로 국회에서 재벌과 정부를 비판하면서 본회의 도중에 김두한 의원의 국회오물투척사건 당시 오물세례를 맞았다.

##### 정인숙과의 추문

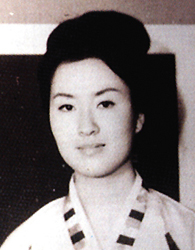
정인숙

자주 만나던 내연녀 정인숙이 임신하였다. 정일권은 정인숙을 만난 뒤 그와 잠자리를 같이 하게 되는데, 정인숙을 유독 좋아했던 정일권은 그녀의 집에 수시로 출입하다가 주민들의 눈에 목격되어 입에서 입으로 소문이 유포되었다. 그 뒤 그녀가 임신사실을 알리자 정일권은 낙태를 권유하려다가 대신 애를 낳으라고 하였다. 정인숙은 가족들의 반대를 무릅쓰고 출산하였다.
이후 아들의 아버지는 박정희 대통령이라느니, 정 전 총리라느니, 이후락 전 중정부장이라느니 하는 소문들도 무성하기도 했다.
한동안 선운각의 얼굴마담으로 주가를 높이던 정인숙은 1968년 6월 아들 성일을 낳았다. 그리고 이 해에 그녀는 해외로 나가기 위해 갑자기 수속을 밟는다. 사후 시신 해부에서도 드러났듯이 그녀는 임신중절 수술을 받은바 있다. 유흥업소에서는 보통 접대부가 아이를 낳는 것은 금기로 되어 있다. 그러나 정인숙은 아기를 낳았다. 아이의 아버지는 유력 인사였고, 아이의 아버지가 누구냐 하는 것은 그녀 자신만이 알고 있었다.
그녀가 아이의 아버지가 누군지 입을 열지 않는 가운데 소문이 확산되었다. 당시 정인숙이 낳은 아들의 아버지는 정일권 당시 국무총리 혹은 박정희 대통령이라는 소문이 파다했다. 정인숙은 정일권이 자신을 서운하게 할 때마다 자신이 정일권 총리의 아이를 낳았다는 말을 떠벌리고 다녀 정일권을 난처하게 한다. 이 사실이 야당 인사들과 박정희 대통령의 귀에 들어가게 될까봐 정일권은 불안해했고, 서둘러 불법 여권 두 개를 만들어 정인숙을 해외로 내보내고 생활비를 풍족하게 줄테니 아이를 키우며 해외에서 조용하게 살라고 당부한다.
그녀는 아이를 낳은 후부터는“내 말 한마디면 안 되는 일 없다”혹은“서교동 집도 아기아빠가 사준 거야” 등의 말을 공공연히 했다. 그러나 주변의 발설에 의해 국무총리 정일권이 아이의 아버지라는 설이 유포되었고, 이는 신민당 의원들이 국회와 언론에 언급하면서 알려지게 됐다. 계속된 질문 공세에 가족들은 그 아이가 정인숙의 아이가 아니고 정인숙의 배다른 동생이라고 거짓말을 했다.
신원조회는 당시 중앙정보부장이던 김형욱의 비서 실장인 문학림이 맡았고, 고위층만이 가질 수 있었던 회수여권은 국무총리 정일권의 비서관 신성재가 주선하였다. 여권 발급 날짜는 1968년 12월 30일이고, 이후 정인숙은 1969년 3월 큰오빠를 만난다는 명분으로 일본에 다녀왔고, 10월에는 워싱턴 D.C. 한인회장 노진환의 안내로 미국에서 3개월 동안 머물다가 1970년 1월 21일 귀국했다.

##### 정인숙 사건과 사퇴
1970년 3월 17일 밤 11시경 정인숙이 서울 마포구 합정동 절두산 근처 도로에서 발생한 교통사고를 가장한 사고에 의해 의문의 최후를 맞이하였다. 그러나 수사 과정에서 정인숙의 자택에서 발견된 포켓용 수첩과 장부에 적힌 이름과 일시, 장소, 명단 때문에 희대의 정치스캔들은 더욱 확대되었다. 당시 경찰과 검찰 직원의 부주의로 언론에 드러난 정인숙의 수첩에는 박정희 대통령, 정일권 국무총리, 김형욱 중앙정보부장, 박종규 대통령 경호실장, 장관, 차관급 인사들, 대한민국 국군 장군, 5대 재벌그룹 회장, 국회의원 등 주요 인사 27명을 포함한 권력 실세들 수십여 명 이름과 연락처가 적혀 있었던 것이다.
사건 직후에는 나훈아의 노래 눈물의 씨앗을 풍자한 노래가 확산되기도 했다.
아빠가 누구냐고 물으신다면 / 청와대 미스터 정이라고 말하겠어요

만약에 그대가 나를 죽이지 않았다면 / 영원히 우리만이 알았을 걸 / 죽고 보니 억울한 마음 한이 없소

성일이가 누구냐고 물으신다면 / 고관의 씨앗이라고 말하겠어요

그대가 나를 죽이지 않았다면 / 그렇게 모두가 밉지는 않았을 걸 / 죽고 나니 억울한 마음 한이 없소

박정희 대통령은 자신은 물론 평소 거느리는 주변 사람들의 여자문제에도 관대한 편이었다. 심지어 김형욱 중앙정보부장이 직원을 시켜 정적이었던 김대중, 김영삼 등의 사생활을 캐서 보고서로 제출하자 화를 내며 찢어버렸다. 그러나 자신과도 술자리 또는 잠자리를 같이 한 정인숙이 국무총리 정일권이 관계를 맺어 자식까지 두었다는 사실에 크게 분노한다. 박정희 대통령은 이 사건 직후 “정 전 총리를 물러나게 하는 것이 어떻겠느냐”는 주위의 건의에 “남자가 여자 만나는 것은 예사”라며 사건을 무마했다는 후문이다. 그러나 신민당의 정치 공세는 계속되었다. 정일권은 박정희를 찾아가 무릎까지 꿇었다고 했고, 바로 해임을 시키면 세간의 루머만 커질 것을 우려한 박정희는 정일권을 불러 자진 사퇴를 권고한 뒤, 정종욱이 구속된 이후 잠잠해질 무렵 정일권을 해임하고 바로 미국으로 내보냈다.

#### 장기영과의 갈등
정일권-정인숙 스캔들 당시 그는 정인숙 사건이 대한민국 국내 언론에 공론화됐다. 중앙정보부에서는 즉각 언론통제에 들어갔지만 장기영은 중앙정보부의 압력에 굴하지 않고 언론계를 비호하였다. 이것을 두고 그가 정일권 실각공작을 벌이는 것이라는 소문이 돌았다. 부총리 재직 시 장기영은 나라의 경제정책을 거의 도맡아서 요리했다. 정일권이 총리라고 해도 경제정책에 관한 한 일체의 용훼를 하지 못했다. 장기영은 대통령 박정희에게 직접 보고했고, 정일권이 경제문제에 간섭하지 못하게 사전에 쐐기를 박아두었다.
정일권과 장기영은 사이가 썩 좋았다고 할 수는 없으나 그렇다고 하여 서로 으르렁댈 나쁜 사이도 아니었다. 비록 장기영이 경제 문제에 대해서는 독주를 했을망정 정일권 자신이 경제에는 문외한이요, 그보다는 정일권의 천성적인 겸손함이 두 사람 사이를 그렇게 나쁜 관계로까지 몰고 가지는 않았다. 싸움을 싫어하는 정일권의 성격과 정일권 스스로도 자신은 경제에 대해서는 문외한이라고 인정하였으므로 장기영과 직접적인 갈등은 없었다. 그러나 두 사람 사이에는 보이지 않는 간격이 있었고, 결국 장기영은 정총리보다 3년 앞서 자리를 물러나게 되었다.
사정을 알고 있는 사람들은 그 당시 언론계에 복귀해 있던 장기영이 차기 총리 자리를 노리고 있었다고 전한다. 그리고 정인숙 사건이 터지자 장기영은 이것을 문제삼아 박대통령을 상대로 정일권 실각공작을 벌였다는 것이다.

### 생애 후반

#### 정치 활동
1970년 민주공화당 총재 상임고문이 되었다가 도미했으나 일시 귀국, 1970년부터 1971년까지 민주공화당 의장 상임고문을 지냈으며, 1971년 7월의 제8대 국회의원 선거에서 민주공화당 전국구 의원으로 당선, 제8대 국회의원에 재직했다. 1972년 5월 박정희에 의해 민주공화당 당의장 서리에 임명되었다. 그 뒤 1972년 10월 유신헌법이 통과될 때 민주공화당 의장을 맡았으며, 협력위원회 제8회 합동위원회 한국 측 회장으로도 활동했다. 1973년 2월의 제9대 국회의원선거에서 강원도 속초·인제·고성·양양 선거구에서 민주공화당 후보로 입후보하여 9대 국회의원에 당선, 재선하였다.

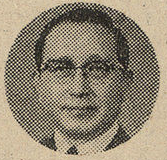
1975년경

유신체제 아래 입법부가 행정부의 시녀노릇을 해 국회가 '통법부'나 '행정부의 시녀'라고 세간의 조롱을 받을 때 1973년부터 1979년까지 국회의장을 지냈다. 73년 국제의원연맹(IPU), 아시아의원연맹(APU) 한국지부 회장에 선임되었다.
1979년 2월의 제10대 국회의원 선거에 속초·인제·고성·양양 선거구에서 민주공화당 후보로 입후보하여 국회의원에 재선되었다. 1979년 민주공화당총재 상임고문과 한일의원연맹회장에 임명되었다. 그러나 10월 26일 10·26 사태 이후 정일권은 하와이에서 쓸쓸한 말년을 보내게 된다.

#### 정계 은퇴 이후
1980년 5월 5·17 비상계엄전국확대조치 이후 내사를 당했으나 별 혐의점이 없어서 내사종결되었다. 그해 8월 신군부 집권 이후 정치일선에서 물러났으나 이후 제5공화국의 국정자문회의 위원으로 위촉되었다. 정계에서 은퇴한 뒤에는 정치원로이자 시민사회단체 원로로 자유수호구국총연합회 회장 등을 역임하였으며, 제6공화국 시절 1988년 국정자문위원, 1989년 한국자유총연맹 초대 총재가 되었고, 민주자유당 출범 후 상임고문을 지냈다. 그 뒤 1990년 한국자유총연맹 총재에 재선되었으며, 그해 초 미국으로 건너갔다.
그의 서재에는 늘 박정희의 사진이 걸려 있었고, 박정희를 지칭할 때에는 꼭 각하라는 존칭을 쓰며, 박정희를 민족주의자라고 칭송했다 한다. 또한 박정희가 자신에게 말을 놓지 않고 선배님이라고 늘 지칭했던 것도 반쯤 자랑삼기도 했다. 1991년 3월 임파선 종양암을 치료하기 위해 미국 하와이에서 요양하였다.
미국에 있을 때 정인숙과의 사이에서 얻은 아들 정성일이 찾아와 친자임을 인정해 줄것을 요구했으나 결국 사양했고, 이후에는 아예 만나는 것을 차라리 거부했다. 1992년에는 민주자유당 상임고문에 임명되었다. 1992년 제14대 대통령 선거 기간 중 그는 김영삼을 공식 지지하여 직접 전국 지원유세를 다니기도 했으며 1993년 1월에 민주자유당을 탈당하였다. 1993년 정성일은 다시 서울가정법원에서 그를 상대로 친자확인소송을 제소했다. 그러나 지병의 악화로 신병 치료차 출국, 1994년 1월 미국 하와이 스트라웁병원에 입원하였다. 그는 생전 6.25 전쟁 때에 활약한 공로로 금성 및 은성 태극무공훈장, 일등수교훈장 등을 받았으며 같은해 19일 하와이주 스트라웁병원에서 향년 77세를 일기로 세상을 떠났다.

### 사후
유해는 비행기편으로 귀국, 1994년 1월 22일 오전 국회의사당앞 광장 앞에서 국회의원 이만섭의 주도로 영결식과 노제를 거행한 뒤, 경찰병력의 호송하에 서울특별시 동작구 동작동 산44-7 동작동 국립서울현충원 장군 제3 묘역에 묻혔다. 한편 그의 광명중학교 동문인 문익환이 같은 날 세상을 떠났는데, 문익환목사의 영결식은 한신대에서 시작해, 대학로, 동대문에 이르기까지 수십만명이 참여한 노제로 치러진 반면 정일권의 장례식은 현충원에서 정치인들이 참가한 가운데 이루어져 TV뉴스에서 대비되었다. 그들은 태어난 해도 같고, 같은 중학교를 다녔으나 서로 다른 인생을 살아갔으며, 같은 날 사망하며 많은 사람들에게 깊은 인상을 남겼다.

## 기타 이력
- 1970년 공화당총재 상임고문
- 1971년 성우구락부 회장
- 1983년 영국 국제전략문제연구소 연구
- 1983년 영국 옥스포드대 교환교수
- 1983년 한국 재향군인회 고문
- 1984년 프랑스 DECORSE대 초청교수
- 1986년 범민족올림픽유치추진중앙협의회 고문
- 1987년 자유수호 구국연합 회장
- 1988년 신민주공화당 상임고문
- 1989년 ~ 1989년 제22대 한국반공연맹 이사장
- 1989년 ~ 1991년 초대 한국자유총연맹 총재
- 1992년 민주자유당 상임고문
- 1992년 안중근의사 여순순국유적 성역화사업추진위원회 고문
- 1993년 민주자유당 탈당(1993년 1월)

## 학력
- 함경북도 경원보통학교 졸업
- 만주국 북간도 룽징 융신 중학교(용정영신중학교) 수료
- 만주국 북간도 룽징 광밍 중학교(용정광명중학교) 졸업
- 만주국 펑톈 군관학교 졸업
- 일본 육군사관학교 졸업
- 일본 육군기병학교 졸업
- 만주국 육군 궁주링 학교 펑톈 분교 고등군사학반 졸업(1943년)
- 만주국 육군 쓰핑 전차 학교 신징 분교 고등군사학반 졸업(1945년)
- 대한민국 군사영어학교 1기(1946년)
- 통위부 보병학교 졸업(1948년)
- 대한민국 육군보병학교 졸업(1949년)
- 미국 육군참모대학교 졸업
- 영국 옥스퍼드 대학교 대학원 정치학 석사(1963년)

### 비학위 수료
- 1961년 미국 하버드 대학교 국제관계연수원 국제정치외교과정 수료

### 명예 박사 학위
- 1965년 말레이시아 국립 대학교 명예 법학박사
- 1966년 대한민국 부산대학교 명예 법학박사
- 1966년 대한민국 중앙대학교 명예 법학박사
- 1967년 아르헨티나 국립 대학교 명예 법학박사
- 1967년 미국 뉴욕 롱아일랜드 대학교 명예 법학박사
- 1967년 베트남 사이공 대학교 명예 법학박사
- 1970년 중화민국 타이완 국립 정치대학교 명예 정치학 박사
- 1971년 중화민국 타이완 중화학술원 명예 철학박사
- 1972년 태국 출라롱콘 대학교 명예 정치학 박사
- 1988년 미국 마이애미 대학교 옥스퍼드 교 명예 문학박사

## 수상 경력

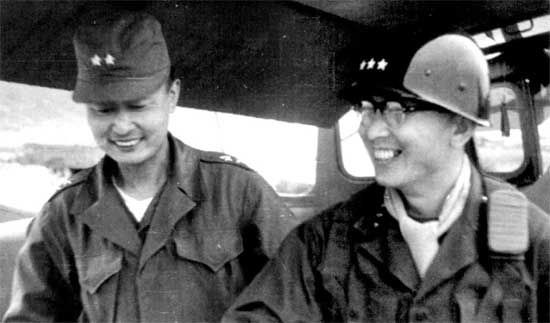
6.25 전쟁 중 참모총장으로 1군단 순시, 1군단 사령관 백선엽과 함께 (1951년 6월 12일)

6.25 전쟁 당시 국군 지휘관으로 활동한 공로로 여러 번 무공훈장을 수여받았다.
- 충무무공훈장
- 을지무공훈장
- 태극무공훈장
- 태극무공훈장(금성)
- 수교훈장 흥인장
- 수교훈장 광화장
- 청조근정훈장
- 금성충무무공훈장
- 미국은성훈장
- 미국특수십자훈장

## 저서
- 회고록 - 전쟁과 휴전
- 정일권 회고록 (1991)

## 논란과 의혹

### 정성일의 생부 설
1991년 소송 당시 정성일은 "어릴 때부터 외할머니와 외삼촌으로부터 정일권 씨가 1967년 어머니와 교제해 다음해 나를 낳았다는 얘기를 들었다"며 친자확인 소송을 제기했다.
정성일은 정인숙의 사망 이후 외가에서 살다가 고등학생 때인 1985년 미국으로 건너갔다 1990년에 귀국했다.
1989년 가석방된 정인숙의 오빠 정종욱은 정성일이 정일권의 아들이 틀림없다고 말한다. 그에 의하면 '정일권이 한 달에 한 번 꼴로 서교동 집으로 찾아왔지요. 그리고 동생이 '그이가 아들 하나만 낳아달라고 한다'며 상의를 해 처음엔 가족들이 극구 반대를 했지요. 출산 후에는 일 주일에 한번 꼴로 찾아와 성일이를 안고 즐거워했으며, 늘그막에 아들을 얻어 소원을 이뤘다는 뜻에서 성일이란 이름까지 직접 지어왔어요. 성일이도 자기 아빠가 TV에 비치면 '아빠'라고 소리치며 좋아했지요.'라는 것이다. 정종욱은 형을 마치고 교도소에서 출감한 뒤에 기자 인터뷰에서 자신은 범인이 아니라며 억울함을 호소하였다. "나는 범인이 아니다. 아무리 그래도 내가 내 동생을 죽일 수는 없다. 그리고 내 동생 아들 성일이는 정일권 전 국무총리의 아들이 확실하다. 나는 무슨 수를 써서라도 내 누명을 벗을 것이다."는 것이다.
박정희 대통령의 비서관이었던 선우련도 정성일이 정일권의 아들이라고 주장한다. 그는 "정일권씨가 1971년 봄, 형님인 선우휘 씨를 찾아와 '이동원 외무장관과 술을 마시는 자리에서 정 여인을 알게 되었으며, 내 아들을 낳았으나 공개할 수가 없다'고 털어놓았다."고 말했다. 그러나 선우휘가 정일권을 만난 1971년과 같은 해에 정일권을 만난 재미언론인 문명자는 정일권에게 "문 기자, 나는 정인숙과 딱 한번 같이 잤는데, 그 아이가 내 아들일 니가 없소. 나는 이미 불임수술을 해서 아이를 낳을 수가 없는 몸이오"라는 말을 들었다고 한다.
2000년대 이후 정성일의 생부가 정일권이라는 견해들이 나오고 있다. 2007년 초 언론의 취재 결과 당시 주변 관계자들의 증언을 통해 숨겨진 사건의 진상이 조금씩 실체를 벗고 있다. 일요신문은 정성일의 판사 납치사건을 취재하는 과정에서 박정희 정권 당시의 여야 국회의원을 찾아다녔고, 이들에 따르면 정 씨의 친아버지는 정일권 전 총리일 가능성이 높으며 정 전 총리는 정 씨 측의 요구로 생전에 적잖은 금전적 도움을 준 것으로 알려졌다. 또한 정 여인의 살해범은 그 가족들조차 넷째오빠로 확신하고 있는 것으로 전해졌다.
일요신문 기자는 골프장 사장 납치 사건을 계기로 정성일 씨의 주변을 취재하던 중 전직 국회의원 등 여러 관계자들로부터 입수한 증언 에 의하면 정성일의 친아버지는 정 전 총리일 가능성이 높으며 94년 타계하기 전까지 적잖은 금전적 도움을 줬음에도 정 씨 측이 자주 손을 벌려 관계가 상당히 멀어졌다는 것이다. 그리고 정 여인의 살해범은 넷째오빠가 거의 확실하다는 것이 공통된 진술이었다.
60~70년대 중정에 몸담았던 이 아무개 전 의원은 “정인숙의 둘째오빠와 고교 동창생으로 아주 친한 사이여서 비교적 그 집안 사정을 잘 안다. 선친은 대구부시장을 지낼 정도로 집안이 괜찮았고 형제들도 모두 똑똑했다. 그런데 다른 형제들에 비해 넷째가 변변한 직업이 없었고 그래서 형제들 사이에서 좀 따돌림을 당했던 것 같다. 그런 오빠를 안되게 여겨 정인숙이 운전기사로 자신의 일을 돕게 했다고 한다. 그런데 돈 씀씀이가 헤퍼 형제들은 물론 여동생과도 불화가 잦았다고 한다”고 전했다. 이 전 의원은 “사고 당시는 물론 지금까지도 친구를 비롯한 그 가족들 모두 넷째오빠를 범인으로 확신하고 있다. 가족들이 그렇게 확신하는데 무슨 다른 의문이 있을 수 있나. 그래서 지금도 넷째는 가족들과 왕래조차 하지 않는다고 한다. 내 친구는 ‘어떻게 우리 집안에 이런 일이 생기나. 오빠가 동생을 돈 때문에 쏴 죽이다니. 정말 집안 망신이다’라며 심하게 자괴했다”고 전했다.
정성일은 '저는 당신의 아들이었습니다'라는 책에서 1991년 11월 미국에서 정일권과 대화를 나눈 상황을 묘사하고 있다. 문을 사이에 두고 한 대화에서 정일권은 정성일에게 "아가야, 나는..... 나는 지금 가슴이 떨려서, 무슨 말을 할 수가 없구나. 내일 아침에 전화를 하고 다시 와주련?"이란 말을 했다고 한다. 그러나 1993년 SBS 주병진 쇼에 출연한 정성일은 "최근 정씨(정일권)가 나와의 직접 통화에서 '당신은 나의 아들이 아니며 내가 모시던 분의 아들'이라고 밝혔다."고 말해 자신이 박정희의 아들일 수 있음을 시사했다.
정성일의 친아버지 논란 역시 정일권일 가능성이 높다는 증언이 이어졌다. 이 전 의원은 “우리 친인척 중의 한 분이 정 전 총리 부인과 이웃에 살며 둘도 없는 친구였다. 사건이 터지기 전부터 정 전 총리 부인이 친구에게 자기 집 남편을 가리키며 ‘어디서 아들 하나를 만들었다’고 한숨짓고는 했다고 한다. 실제 4대 독자였던 정 전 총리에게는 딸만 셋뿐이었기에 생전에 그 모친의 아들 독촉이 아주 성화였다고 한다”고 전했다. 또 다른 한 관계자는 “정 전 총리의 측근인 김 아무개 전 의원과 얼마 전 식사를 함께했는데 이 자리에서 그가 최근 납치범으로 보도된 정 씨에 대해 고개를 흔들더라. ‘(금전적으로) 그렇게 많이 도와줬는데도 툭하면 손을 내밀고 하더니, 그 못된 버릇을 못 버리고 이런 흉악한 범죄까지 저질렀다’고 분개하더라”고 전했다. 기자와의 전화통화에서 김 전 의원은 앞서의 관계자가 전한 ‘금품 지원설’에 대해 “내가 직접 한 것이 아니니 나 말고 정 전 총리의 비서를 지냈던 신 아무개 전 의원이나 김 아무개 전 의원 등에게 물어보라”며 즉답을 피했다.
비서를 지낸 또 다른 김 전 의원 역시 기자의 질문에 “어쨌거나 정확한 DNA 검사를 하지 않았으니 (친아들이라고) 단정할 수는 없다. 다만 당시 정 씨가 넷째외삼촌과 함께 돈을 얻을 요량으로 정 전 총리를 직접 지목하면서 친자확인소송을 하느니 소동을 벌여 상당히 곤혹스러웠다”고 말했다. 또한 그는 “정 씨(정성일)는 적절치 못한 처신으로 외가는 물론 정 전 총리 측과도 완전 결별하다시피 했다. 91년 그가 한국에 와서 친자확인소송을 한다고 했을 때 정 전 총리 측에서 거액을 주고 일단 무마시켰다. 그런데 얼마 못 가서 또 한국에 나타나서 방송 인터뷰니 뭐니 여기저기 말하고 다녀 정 전 총리 측에서 아주 고개를 흔들 정도로 불쾌해 했다고 한다. 심지어는 ‘상종해선 안 될 놈’이라는 막말까지 나올 정도였다고 한다”고 전했다. 또 다른 정 전 총리의 측근인 신 전 의원은 외유 중이어서 통화가 안됐다.
한편 정성일은 2005년 12월 귀국하기 전까지 15년 이상 미국 LA에 머물렀는데 당시 한인사회에서는 비교적 정 씨의 존재를 잘 알고 있었던 것으로 알려졌다. 한인교포사회의 한 관계자는 “이곳 현지 명문대 출신으로 화술이 좋고 생김새가 번듯했던 정 씨는 자동차 세일즈를 하는 것으로 알려졌으나 하는 일에 비해서 씀씀이도 컸고, 스캔들도 제법 많았다. 자신을 ‘정 전 총리의 아들’이라고 자랑삼아 말하기도 했다고 한다. 항간에는 정 전 총리로부터 많은 금전적 지원을 받았다는 소문이 무성했다”고 전했다.

### 정성일 관련 의혹
정일권은 문명자에게 자신은 불임수술을 했다고 밝혔다. 그런데 정일권은 딸의 친구이기도 했던 한양대학교 교수 이모 와 재혼, 그로부터 6년 뒤 1남 1녀를 얻게 된다.
1971년과 같은 해에 정일권을 만난 재미언론인 문명자는 정일권에게 "문 기자, 나는 정인숙과 딱 한번 같이 잤는데, 그 아이가 내 아들일 니가 없소. 나는 이미 불임수술을 해서 아이를 낳을 수가 없는 몸이오"라는 말을 들었다고 한다. 그러나 정일권이 불임 수술을 한 상태였는지는 확실하지 않다. 1977년 재혼한 부인 사이에 2남매가 출생했기 때문이다. 문명자는 이 글에서 정일권에게 어떻게 된 거냐고 물어보고 싶었지만 정일권이 먼저 불임수술을 풀었다고 말해 그만두었다고 밝히고 있다.
정성일은 '저는 당신의 아들이었습니다'라는 책에서 1991년 11월 미국에서 정일권과 대화를 나눈 상황을 묘사하고 있다. 문을 사이에 두고 한 대화에서 정일권은 정성일에게 "아가야, 나는..... 나는 지금 가슴이 떨려서, 무슨 말을 할 수가 없구나. 내일 아침에 전화를 하고 다시 와주련?"이란 말을 했다고 한다. 그러나 1993년 SBS 주병진 쇼에 출연한 정성일은 "최근 정씨(정일권)가 나와의 직접 통화에서 '당신은 나의 아들이 아니며 내가 모시던 분의 아들'이다"라고 말하기도 했다.

### 정인숙 암살 의혹
정인숙 살해 사건 이후 그는 정인숙의 암살 배후로 의심받기도 했다.

## 평가와 비판
생애 2등에 만족한 처세(處世)의 달인(達人)으로, 권력의 핵심에 있었지만 최고권력을 넘보지 않고 현실에 도전하기보다는 순응했다는 평가가 있다.

## 가족 관계
- 첫째 부인 : 윤계원 (사별)
  - 첫째 딸 : 정영혜
  - 첫째 사위 : 이훈
  - 둘째 딸 : 정성혜
  - 둘째 사위 : 이동휘
  - 셋째 딸 : 정지혜
  - 셋째 사위 : 최상규
- 둘째 부인 : 박혜수
  - 장남 : 정기훈 (정세훈)
  - 넷째 딸 : 정희진

## 기타

### 정약용 추모 행사
그는 다산 정약용의 추모 행사에 적극 참여하였다. 1975년에는 경기도 양주군 조안면 능내리(현재의 남양주시 조안면 능내리)에 있던 정약용의 묘소와 양주군 조안면 팔당호변에 있던 여유당(與猶堂, 다산정약용 선생 생전 거처) 주변을 정리하고 성역화하는 사업을 주관하였다. 또한 여유당에 휘호를 새로 작성하기도 했다.
1974년 10월에는 당시 경기도지사와 함께 여유당 정약용 유적지 정비를 기념하여 자연석에 친필로 새긴 기념비를 여유당(與猶堂) 입구에 세우기도 했다. 그러나 여유당 입구에 새겨진 정일권의 친필 기념비는 2000년 누군가에 의해 정으로 쪼아져 훼손당했다.

### 정인숙 사건
그의 아들 정성일을 낳았던 요정 직원 정인숙(鄭仁淑)이 갑작스럽게 피살된 배경은 의문이다. 1967년경 이후 대한민국 정계에는 고급 요정집 아가씨가 임신했는데 그 아버지가 대통령박정희 또는 정일권이라는 설이 퍼졌다. 정인숙과 정인숙의 유족들은 아이 아버지로 정일권을 지목했다.
이는 당시 손석 작사, 유현석 작곡이며 가수 나훈아가 부른 '사랑은 눈물의 씨앗'이라는 노래의 가사를 개사하여 '사랑이 무어냐고 물으신다면/눈물의 씨앗이라고 말하겠어요'를 풍자하여 '아빠가 누구냐고 물으신다면/청와대 미스터 정이라고 말하겠어요'라고 희화화하여 부르면서 널리 퍼졌고, 세인들의 입과 입을 통해 아이가 정일권을 닮았다는 소문이 파다하게 퍼지게 되었다. 조선일보와 동아일보, 경향신문 등 일부 언론에서 이를 보도했다가 강제로 기사검열, 삭제를 당하기도 했다. 이때 박정희는 그에게 문책성 사퇴를 종용하였으며, 그 중 1970년 3월 17일 밤 11시경, 서울 마포구 합정동 절두산 근처에서 오빠 정종욱의 차량을 타고 가던 정인숙이 암살되면서 의혹은 미궁으로 남게 되었다.
이후 정일권도 12월 20일 총리직을 사퇴하면서 사건은 묻혀지게 되었다. 후에 정인숙의 아들 정성일이 그에게 면담을 요청했으나 그는 면담을 거부하였다.

## 정일권을 연기한 배우들

### TV 시리즈
- 최범호 → 김건호 - 《야인시대》(2003년) SBS 드라마
- 김홍석 - 《코리아게이트》(1995년) SBS 드라마
- 정승현 - 《제3공화국》(1993년) MBC 드라마
- 최정훈 - 《제4공화국》(1995년) MBC 드라마
- 노주현 -  《전쟁 6.25》(1984년) KBS 드라마

## 역대 선거 결과
|  | 48.8% |

|  | 64.03% |

|  | 60.28% |

## 같이 보기
- 장면
- 김종필
- 6.25 전쟁
- 백선엽
- 박정희

## 관련 자료
- [http://www.hani.co.kr/section-021075000/2001/021075000200103270352039.html%5B깨진+링크(과거+내용+찾기)%5D [역사이야기] 만주국의 그림자] 한겨레 21 2001년 3월 27일자 제352호
- [제584호] 다시 떠오른 ‘정인숙의 추억’의문의 피살 미스터리 전모 일요시사 2007년 3월 20일자
- [http://www.ilyo.co.kr/news/articleView.html?idxno=61889%5B깨진+링크(과거+내용+찾기)%5D [미스터리 추적] 정인숙과 그아들, 진실은 이것][깨진 링크(과거 내용 찾기)] 일요신문 2007년 4월 8일자
- [정홍택의 지금은 말할 수 있다] <16>정인숙 사건과 나 한국일보 2008년 7월 8일자
- 3共 최대스캔들…희대의 여인 정인숙 피살사건
- 침묵의 현대사 이제는 말할 수 있다 민족 21 2006년 11월 1일자

## 참고 문헌
- 정일권, 《정일권회고록1~2》 (고려서적, 1996)
- 청사정일권기념사업회, 《청사 정일권을 그리며》 (청사정일권기념사업회, 1996)
- 강준만, 《한국현대사산책:1960년대편1》 (인물과 사상사, 2006)
- 강준만, 《한국현대사산책:1960년대편3》 (인물과 사상사, 2006)
- 강준만, 《한국현대사산책:1970년대편1》 (인물과 사상사, 2006)